# Jesús Sánchez
Jesús Sánchez González (né le 23 mars 1976 à Mexico) est un athlète mexicain, spécialiste de la marche.
Ses meilleurs temps sont :
- sur 20 km, 1 h 20 min 52 s avec lequel il a terminé 8e à Berlin le 15 août 2009 ;
- sur 50 km, 3 h 51 min 29 s à Tchéboksary en mai 2008.